# Vordere Hintereisspitze
Vordere Hintereisspitze är en bergstopp i Österrike. Den ligger i distriktet Imst och förbundslandet Tyrolen, i den västra delen av landet. Toppen på Vordere Hintereisspitze är 3 347 meter över havet.
Den högsta punkten i närheten är Fluchtkogel, 3 500 meter över havet, 1,8 km norr om Vordere Hintereisspitze. Närmaste samhälle på Österrikes sida är Vent (del av Sölden) nordost om Vordere Hintereisspitze. 
Trakten runt Vordere Hintereisspitze består i huvudsak av kala bergstoppar och isformationer.